# Margaret Drabble
Margaret Drabble (ur. 5 czerwca 1939 w Sheffield) – angielska pisarka, biografka i krytyczka. Jest młodszą siostrą A.S. Byatt. W Polsce przetłumaczono trzy jej powieści.

## Życiorys
Uczyła się w Mount School w Yorku, po czym studiowała anglistykę na Newnham College. Zanim została opublikowana jej pierwsza powieść Summer Birdcage (1963), opowiadająca o relacjach między dwiema siostrami, była aktorką i pracowała w Royal Shakespeare Company w Stratford-upon-Avon. Kolejne jej powieści to The Garrick Year (1964), osadzona w świecie teatru; The Millstone (1965), o młodej wykładowczyni, która zachodzi w ciążę będąc w wolnym związku; Jerusalem the Golden (1967), o młodej kobiecie z północnej Anglii na uniwersytecie w Londynie; The Waterfall (1969), pisana eksperymentalną narracją; The Needle's Eye (1972), opowieści o młodej dziedziczce, która oddaje swój majątek; oraz The Realms of Gold (1975), o wybitnym archeologu żonglującym różnymi aspektami swojego życia. W The Ice Age (1977), analizuje trudną sytuację społeczną i gospodarczą Anglii w połowie lat 70., podczas gdy w Middle Ground (1980), dziennikarz podsumowuje swoje życie. Radiant Way (1987), A Natural Curiosity (1989) i The Gates of Ivory (1991) tworzą trylogię opisującą doświadczenia trzech przyjaciół żyjących w latach 80.; The Witch of Exmoor (1996) to portret współczesnej Wielkiej Brytanii; The Peppered Moth (2001) pokazuje cztery pokolenia  jednej rodziny, zaczynając od dzieciństwa Bessie Bawtry, spędzonego w górniczym miasteczku South Yorkshire na początku XX w. Candida Wilton, główna bohaterka powieści The Seven Sisters (2002), rozpoczyna nowe życie w Londynie po rozpadzie małżeństwa. Niespodziewaną przyjemność daje jej możliwość podróżowania z przyjaciółmi do Włoch i odkrywania nowych doświadczeń.
Pisarka jest także autorką biografii Arnolda Bennetta (1974) i Angusa Wilsona (1995), a także redaktorką piątej (1985) i szóstej (2000) edycji The Oxford Companion to English Literature.
Była przewodniczącą National Book League (1980–1982), zdobywczynią wielu nagród, otrzymała doktoraty honorowe uniwersytetów w: Sheffield (1976) w Manchesterze (1987), Keele (1988), Bradford (1988), Hull (1992), East Anglia (1994) i York (1995). Opublikowała także: pamiętnik, The Pattern in the Carpet (2009), w którym analizuje swoje życie oraz A Day in the Life of a Smiling Woman (2011), zbiór opowiadań.

## Powieści
- A Summer Birdcage (1963) (wyd. polskie Klatka latem w ogrodzie, 1976)
- The Garrick Year (1964) (wyd. polskie Sezon w teatrze Garricka, Czytelnik 1974)
- The Millstone (1965) (wyd. polskie Rozamunda, 1973)
- Jerusalem the Golden (1967)
- The Waterfall (1969)
- The Needle's Eye (1972)
- The Realms of Gold (1975)
- The Ice Age (1977)
- The Middle Ground (1980)
- The Radiant Way (1987)
- A Natural Curiosity (1989)
- The Gates of Ivory (1991)
- The Witch of Exmoor (1996)
- The Peppered Moth (2001)
- The Seven Sisters (2002)
- The Red Queen (2004)
- The Sea Lady (2006)